# Roy Goodall
Frederick Roy Goodall (* 31. Dezember 1902 in Dronfield; † 19. Januar 1982) war ein englischer Fußballspieler und -trainer. In der Zeit zwischen 1926 und 1933 war der rechte Abwehrspieler als 25-facher Nationalspieler für England aktiv und dabei gleichzeitig in zwölf Spielen Mannschaftskapitän.

## Sportlicher Werdegang
Goodall begann seine Karriere bei dem heimischen Verein Dronfield Woodhouse und schloss sich dann einem der führenden englischen Vereine der 1920er Jahre, Huddersfield Town, an, der 1922 den FA Cup und zwischen 1924 und 1926 drei aufeinanderfolgende Meisterschaften gewann.
Am 17. April 1926 debütierte er bei der 0:1-Niederlage in Manchester gegen Schottland für die englische Nationalmannschaft. Nachdem er dann fast ein Jahr auf seinen zweiten Einsatz warten musste, den er dann erneut gegen Schottland in Glasgow absolvierte, spielte er regelmäßig bis zu seinem letzten Spiel am 6. Dezember 1933 gegen Frankreich. Ein Tor gelang ihm während seiner gesamten Länderspielkarriere nicht.
Im Alter von 34 Jahren trat Goodall im Mai 1937 zurück und wurde nach dem Zweiten Weltkrieg von Mansfield Town angestellt, wobei er den Drittligisten nach der Wiederaufnahme des Spielbetriebs in der Saison 1946/47 bis zum August 1949 als Trainer betreute. Anschließend kehrte er zu seinem Heimatverein Huddersfield Town zurück, um dort eine Funktionärsposition zu bekleiden.

## Erfolge
- Englischer Meister: 1924, 1925, 1926
- Englischer Pokalsieger: 1922
- Charity-Shield-Gewinner: 1922